# III-divisioona 2010
La III-divisioona 2010 è stata la 2ª edizione (a 7 giocatori) del campionato di football americano di quarto livello, organizzato dalla SAJL.

## Squadre partecipanti
| Club             | Città     | Stadio | Sponsor ufficiale | Risultato nella stagione 2009 |
| ---------------- | --------- | ------ | ----------------- | ----------------------------- |
| Kouvola Indians  | Kouvola   |        |                   |                               |
| Mikkeli Bouncers | Mikkeli   |        |                   |                               |
| Seinäjoki Gators | Seinäjoki |        |                   |                               |

## Stagione regolare

### Calendario

#### 1ª giornata
| Seinäjoki 22 agosto 2010 | Seinäjoki Gators | 42 – 0 | Mikkeli Bouncers | Jouppilanvuoren tekonurmi |

| Seinäjoki 22 agosto 2010 | Kouvola Indians | 6 – 26 | Seinäjoki Gators | Jouppilanvuoren tekonurmi |

| Seinäjoki 22 agosto 2010 | Mikkeli Bouncers | 22 – 6 | Kouvola Indians | Jouppilanvuoren tekonurmi |

#### 2ª giornata
| Mikkeli 18 settembre 2010 | Mikkeli Bouncers | 30 – 0 (a tavolino) | Seinäjoki Gators | Urpolan tekonurmi |

| Mikkeli 18 settembre 2010 | Seinäjoki Gators | 0 – 30 (a tavolino) | Kouvola Indians | Urpolan tekonurmi |

| Mikkeli 18 settembre 2010 | Kouvola Indians | 16 – 34 | Mikkeli Bouncers | Urpolan tekonurmi |

#### 3ª giornata
| Kouvola 25 settembre 2010 | Mikkeli Bouncers | 30 – 0 (a tavolino) | Seinäjoki Gators |  |

| Kouvola 25 settembre 2010 | Kouvola Indians | 30 – 64 | Mikkeli Bouncers |  |

| Kouvola 25 settembre 2010 | Seinäjoki Gators | 0 – 30 (a tavolino) | Kouvola Indians |  |

### Classifica
La classifica della regular season è la seguente:
- PCT = percentuale di vittorie, G = partite giocate, V = partite vinte, P = partite perse, PF = punti fatti, PS = punti subiti

| Pos. | Squadra          | PCT  | G | V | N | P | PF  | PS  |
| ---- | ---------------- | ---- | - | - | - | - | --- | --- |
| 1    | Mikkeli Bouncers | .833 | 6 | 5 | 0 | 1 | 180 | 94  |
| 2    | Seinäjoki Gators | .333 | 6 | 2 | 0 | 4 | 68  | 126 |
| 3    | Kouvola Indians  | .333 | 6 | 2 | 0 | 4 | 118 | 146 |

## Verdetti
- Mikkeli Bouncers Vincitori della III-divisioona 2010